# Antena 1 São Paulo
Antena 1 São Paulo é uma emissora de rádio brasileira sediada em São Paulo, capital do estado homônimo. Opera no dial FM, na frequência 94,7 MHz, e é uma emissora própria e cabeça de rede da Antena 1. Sua programação é basicamente voltada para músicas dos gêneros adulto contemporâneo e pop rock.

## História
A Antena 1 foi inaugurada em 2 de setembro de 1975, operando pelos FM 94,5 MHz. Foi uma das primeiras rádios comerciais do dial FM que investiram em programação própria, uma vez que na época as FMs ainda se utilizavam das AMs para compor suas grades de programação. Em seu início, a programação era voltada ao público jovem, e era composta por músicas do gênero pop rock. Ao adentrar a década de 1980, a grade da emissora passou a focar também em músicas de adulto contemporâneo e em flashbacks. Em 1982, a emissora se transfere para a frequência 94,7 MHz. No início da década de 1990, a Antena 1 passou a gerar uma cadeia nacional de rádios via satélite, a Rede Antena 1. Em 2009, um levantamento do IBOPE, realizado entre outubro e dezembro, mostrou que a rádio era ouvida por cerca de 70 mil pessoas por minuto, ocupando a 14º posição no ranking de emissoras mais ouvidas no dial FM de São Paulo. Atualmente a emissora ocupa a 11ª posição das quase 90 emissoras (AM + FM) sintonizadas na cidade de São Paulo.

## Programação
A grade de programação da Antena 1 em São Paulo é a mesma para toda a rede, e consiste em blocos de uma hora, dos quais 56 minutos são dedicados ao repertório musical em si, e quatro são divididos entre locutores em boletins jornalísticos e intervalos comerciais.